# Josef Prošek
Josef František Prošek (bulgarisch Йозеф Прошек) (* 17. März 1861 in Beraun, Böhmen; † 1928) war ein tschechischer Architekt und Geometer, der viele Jahre in Bulgarien verbrachte. Er ist der Bruder von Václav Prošek (1860–1913) und der Cousin von Jiří Prošek (1847–1905) und Theodor Prošek (1858–1905). Alle vier stammten aus Beroun, 30 km südwestlich von Prag.

## Leben
Von 1880 bis 1881 studierte Josef Prošek am Tschechischen Polytechnikum in Prag. Sein Cousin Jiří Prošek war bereits 1870 als Eisenbahningenieur auf den Balkan gekommen und hatte sich stark für den nationalen Befreiungskampf der Bulgaren engagiert. Nach dem Ende des Russisch-Osmanischen Krieges von 1877/78, der mit der Befreiung Bulgariens endete, hielt sich Josef Prošek erstmals von 1878 bis 1880 in Sofia auf.
1881 kehrte er wieder nach Sofia zurück und war bis 1886 Mitarbeiter in der Direktion für öffentliche Bauten. Von 1884 bis 1886 war er Assistent des Architekten Friedrich Grünanger (1856–1929) bei der Bauleitung des Parlamentsgebäudes der Narodno Sabranie, danach stellvertretender Direktor der Technischen Abteilung der Stadtgemeinde Sofia.
Václav Prošek, der Bruder von Josef Prošek, kam nach seinem Architekturstudium (1879 bis 1885) ebenfalls auf Einladung seiner Cousins Jiří/Georgi und Theodor/Bogdan Prošek 1886 nach Sofia.
1879 entwarf der tschechische Architekt Lubor Beier für den Sofioter Bürgermeister den ersten Stadtentwicklungsplan für Sofia. Sein Assistenten waren Jiří/Georgi Prošek und Vaclav Raubal. Für die Arbeit an diesem Plan luden sie Josef Prošek nach Sofia ein. Der Plan wurde am 3. Januar 1880 fertiggestellt und angenommen. Der Plan sah ein Ringstraßensystem mit den Boulevards „Wassil Lewski“, „Patriarch Ewtimi“, „Christo Botew“, „Sliwniza“ und „Wolgograd“ verlief. Der von Prošek entworfene Plan (Prošek-Plan) ist in die Sofioter Geschichte als Battenberg-Plan von Sofia eingegangen – benannt nach Alexander I. von Battenberg, von 1879 bis 1886 Fürst von Bulgarien. Der Stadtentwicklungsplan war im Steil einer amerikanischen Stadt angelegt: die Hauptstadt wurde in Quadrate unterteilt, zwischen denen kleine Straßen entlangführen und in jeder Parzelle gab es fünf bis sechs, höchstens 10 Häuser mit Hof.
Josef Prošek baute gemeinsam mit seinen Cousins Jiří/Georgi und Theodor/Bogdan Prošek die Löwenbrücke (gebaut 1888 bis 1891) und die Adlerbrücke (gebaut 1889 bis 1891).
1905 wurde Josef Prošek zum Architekten II. Kategorie der Gemeinde Sofia ernannt. Später kehrten er und sein Bruder Václav nach Böhmen zurück.